# Prinsessan av Burundi (fisk)
Prinsessan av Burundi (Neolamprologus brichardi) är en cirka 9 cm lång centralafrikansk ciklid. Arten lever endemiskt i klippiga områden på 5–15 meters djup i de norra delarna av Tanganyikasjön som hör till Burundi, Kongo-Kinshasa och Tanzania. Prinsessan av Burundi är revirhävdande och lever i vanligtvis monogama par och lägger sina ägg på ett hårt bottensubstrat, ofta stenar eller klippor. I undantagsfall kan den också leka i grunda grottor. Som alla ciklider är den rom- och yngelvårdande, och både hanen och honan vaktar sin avkomma till dess ynglen vuxit sig så pass stora att de någorlunda kan klara sig själva.